# Teriolatria
Teriolatria (Tério + latria) é a designação de quem pratica a adoração a certos tipos de animais, os do tipo "Térios". Essa forma religiosa se encontra em certos povos da Austrália.
"Térios": do grego "therion" (animal selvagem). São mamíferos da subclasse "Theria", ou placentários ou não, mas vivíparos. São os Marsupiais e demais mamíferos, à exceção dos prototérios. 
Animais marsupiais são aqueles que possuem "bolsas" ou características parecidas para carregarem os filhotes. Ex: Canguru.
Por sua vez o sufixo "latria" vem do grego "latréia" e significa "Adoração à divindade".
Na Obra do Sociólogo Émile Durkheim encontra-se a seguinte frase, por ele escrita: "Aconteceu-lhe com muita frequência assimilar as práticas propriamente totêmicas simples ritos teriolátricos (...)".